# Граф Харриса
В теории графов граф Харриса или (3-10)-клетка Харриса — это 3-регулярный неориентированный граф с 70 вершинами и 105 рёбрами.
Хроматическое число графа равно 2, хроматический индекс равен 3, диаметр графа и радиус равны 6, а обхват равен 10.
Граф является гамильтоновым,  вершинно 3-связным, рёберно 3-связным,  планарным кубическим графом.
Характеристический многочлен графа Харриса равен
{\displaystyle (x-3)(x-1)^{4}(x+1)^{4}(x+3)(x^{2}-6)(x^{2}-2)(x^{4}-6x^{2}+2)^{5}(x^{4}-6x^{2}+3)^{4}(x^{4}-6x^{2}+6)^{5}.\,}

## История
В 1972 А. Т. Балабан (A.T. Balaban) опубликовал (3-10)-клетку, кубический граф, который имеет минимальное количество вершин для обхвата 10. Это была первая открытая (3-10)-клетка, но она не уникальна.
Полный список (3-10)-клеток и доказательство минимальности дали О’Киф и Вонг (O’Keefe, Wong) в 1980. Существует только три различных (3-10)-клетки — 10-клетка Балабана, граф Харриса и граф Харриса – Вонга. Более того, граф Харриса — Вонга и граф Харриса являются коспектральными графами.

## Галерея

Хроматическое число графа Харриса равно 2.
Хроматический индекс графа Харриса равен 3.
Альтернативный рисунок графа Харриса.
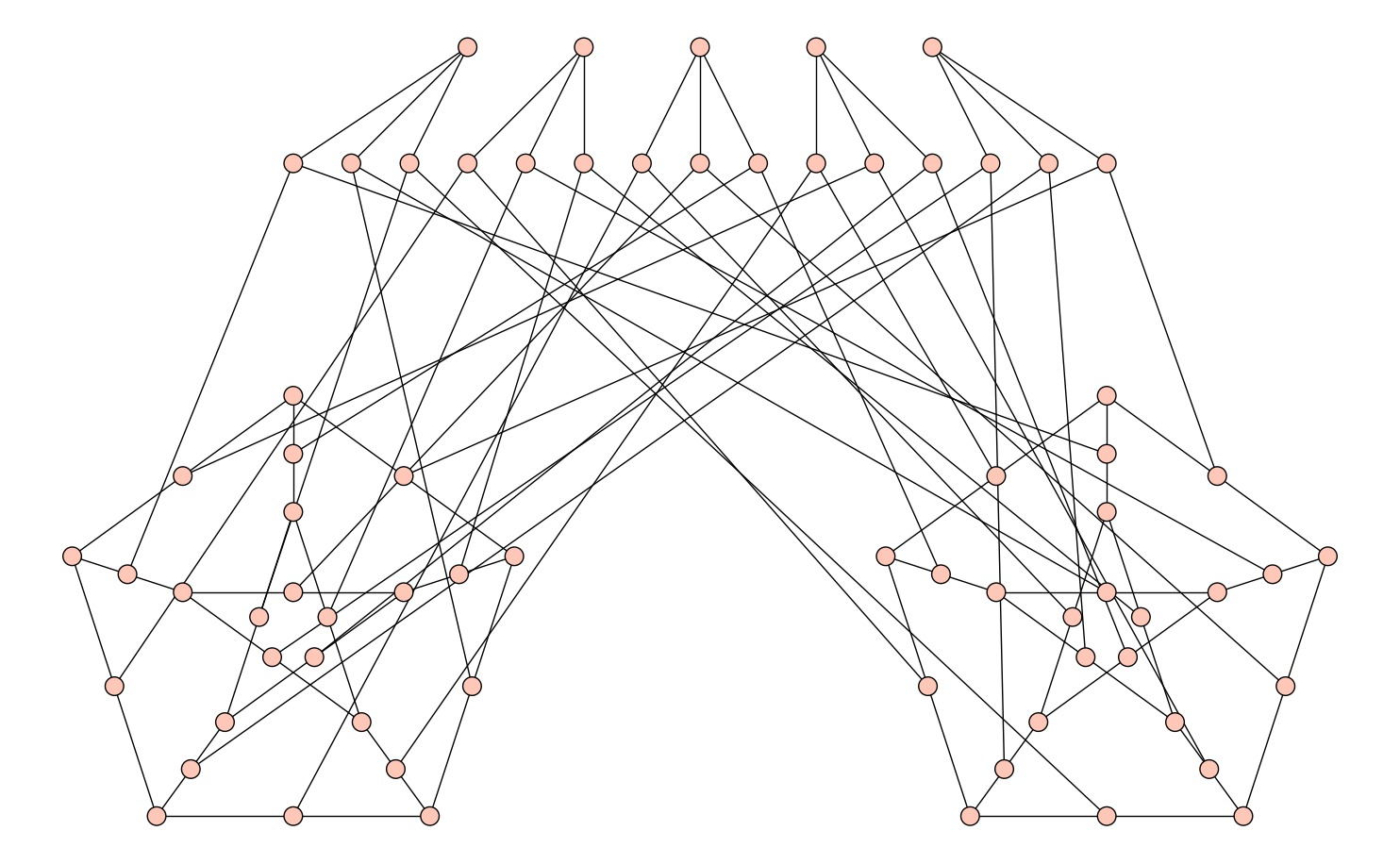
Альтернативный рисунок, подчёркивающий орбиты графа.